# Массімо Тамбуріні
Массімо Тамбуріні (італ. Massimo Tamburini; 28 листопада 1943 — 5 квітня 2014) — італійський мотоциклетний дизайнер. Працював у Cagiva, Ducati та MV Agusta, був одним із засновників італійської компанії — виробника мотоциклів Bimota. Мотоцикли Ducati 916 і MV Agusta F4 стали культовими спортбайками сучасності.
Жив і працював у Сан-Марино на CRC (Centro Ricerche Cagiva), дочірній компанії MV Agusta, яку залишив 31 грудня 2008 року.

## Біографія
1973-лютий або березень 1983 — робота у «Bimota»;
1984 — робота у команді «Team Gallina», яка виступала у чемпіонаті світу з шосейно-кільцевих мотоперегонів MotoGP з Франко Унчіні;
лютий 1985-грудень 2008 — робота у науково-дослідному відділі «Cagiva».

## Внесок
Тамбуріні зробив величезний внесок у розвиток італійської та світової мотопромисловості. Будучи засновником науково-дослідного відділу Cagiva, Массімо досяг своєї творчої межі саме в Ducati, а згодом в MV Agusta. Коли Массімо працював в болонській компанії, він придумав консольний маятник і найкрасивіший вихлоп, що розташовується під хвостом мотоцикла. Фактично Тамбуріні задав напрямок для розвитку спортивних мотоциклів Ducati і не тільки, його ідеї використовуються навіть сьогодні. Працюючи в MV Agusta, Массімо Тамбуріні зробив ще більш видатний внесок у відродження іншої культової італійської марки мотоциклів. Сучасний модельний ряд MV Agusta фактично заснований на оригінальних проектах Массімо: супербайку F4 і нейкед-байку Brutale.

### Робо́ти
- Bimota Tesi 1D
- Bimota KB2
- Bimota DB1
- Ducati Paso
- Ducati 916
  - Ducati 748
  - Ducati 996
  - Ducati 998
- Cagiva Mito
- MV Agusta F4
- MV Agusta Brutale
- MV Agusta F3 675